# 후쿠다 유야
후쿠다 유야(일본어: 福田雄也, 1990년 2월 10일 ~ )는 일본의 배우이다.